# Condado de la Puebla de Montalbán
El condado de la Puebla de Montalbán es un título nobiliario español creado el 18 de octubre de 1573 por el rey Felipe II en favor de Juan Pacheco y Toledo Cárdenas, señor de la Puebla de Montalbán, en la actual provincia de Toledo.

## Condes de la Puebla de Montalbán
|                        | Titular                                                | Periodo                |
| Creación por Felipe II | Creación por Felipe II                                 | Creación por Felipe II |
| ---------------------- | ------------------------------------------------------ | ---------------------- |
| I                      | Juan Pacheco y Toledo Cárdenas                         | 1573-1590              |
| II                     | Juan Gabriel Pacheco y Toledo                          | 1590-1666              |
| III                    | Juan Francisco de Pacheco Téllez-Girón y Velasco       | 1666-1718              |
| IV                     | Manuel Gaspar Alonso Pacheco Téllez-Girón y Sandoval   | 1718-1732              |
| V                      | Francisco Javier Pacheco Téllez-Girón y Toledo         | 1732-1750              |
| VI                     | Andrés Manuel Alonso Pacheco Téllez-Girón y Toledo     | 1750-1789              |
| VII                    | Diego Fernández de Velasco                             | 1789-1811              |
| VIII                   | Bernardino Fernández de Velasco Pacheco y Téllez-Girón | 1811-1851              |
| IX                     | Francisco de Borja Téllez-Girón y Fernández de Velasco | 1851-1897              |
| X                      | Bernardina Téllez-Girón y Fernández de Córdoba         | 1897-1927              |
| XI                     | Ángeles Eizmendi Téllez Girón                          | 1927-1951              |
| XII                    | Bernardina Téllez-Girón y Fernández de Córdoba         | 1951-1965              |
| XIII                   | Ángela María Téllez-Girón y Duque de Estrada           | 1965-2015              |
| XIV                    | Ángela María de Solís-Beaumont y Téllez-Girón          | 2016-hoy               |

## El señorío de la Puebla de Montalbán
La villa de la Puebla de Montalbán perteneció a Álvaro de Luna, condestable de Castilla y valido del rey Juan II de Castilla, ejecutado en 1453 tras su caída en desgracia. Las capitulaciones de 1459 dispusieron que su viuda Juana Pimentel mantendría las villas de Montalbán, Arenas de San Pedro y La Adrada hasta que su nieta, Juana de Luna, cumpliese los doce años y pudiese casarse con Diego López Pacheco, hijo de Juan Pacheco, marqués de Villena. Pero la prisión de Juan de Luna, sobrino del condestable, llevó a que Juana Pimentel tomase a su nieta Juana bajo su amparo y se alzase con el apoyo de la familia Mendoza. El enfrentamiento se saldó con la victoria del rey y los Pacheco. Enrique IV confiscó todos los bienes de Juana Pimentel y, por cédula del 14 de diciembre de 1461, la Puebla de Montalbán pasó al dominio de Juan Pacheco.
El 22 de julio de 1474, el marqués de Villena ordenaba a la villa de Montalbán que recibiesen por su señor a su tercer hijo Alonso I Téllez Girón, en quien había fundado mayorazgo cuatro años antes. Su apoyo a Juana la Beltraneja, durante la guerra de sucesión castellana, no le impidió mantener el señorío. A su muerte, en 1527, el mismo pasó a su nieto Alonso II Téllez Girón, hijo de Juan Pacheco y su esposa Leonor Chacón y Fajardo, nieta del señor de Casarrubios del Monte. Alonso II casó en 1532 con Juana de Cárdenas, hija mayor de Alonso de Cárdenas y su esposa Elvira de Figueroa. El matrimonio tuvo numerosos hijos, entre ellos a su primogénito Juan Pacheco, que recibió el título condal sobre la Puebla de Montalbán en 1573.

## Historia de los condes de la Puebla de Montalbán
- Juan Pacheco y Toledo Cárdenas (m. Puebla de Montalbán, 2 de octubre de 1590), I conde de la Puebla de Montalbán, IV señor de Menas Albas.[2]

Casó en 1554 con Juana Suárez de Toledo y Silva (c. 1598), hija de Francisco Suárez de Toledo (señor de Gálvez e hijo, a su vez, de Juan de Silva, señor de Montemayor, y de Juana Suárez de Toledo, señora de Gálvez y Jumela), y su esposa Catalina Dávila, hija del I marqués de Velada. Le sucedió su nieto, hijo de Alonso Téllez Girón y su esposa María Magdalena de la Cerda y Thieulloye:
- Alfonso III Téllez-Girón[b] (Toledo, 17 de marzo de 1590-20 de junio / 12 de julio de 1666), II conde de la Puebla de Montalbán, V señor de Menas Albas, señor de Gálvez y Jumela, caballero de la Orden de Alcántara (1610), mayordomo mayor de Felipe IV (1624).[2][15]

Casó en 1604, previa dispensa papal, con su prima Isabel de Mendoza Aragón y la Cerda (m. 1660), hija de Enrique de Aragón y Mendoza y su esposa Ana Florentina de la Cerda y la Thieulloye y, por tanto, sobrina del V duque del Infantado. Le sucedió su nieto, hijo de Alonso Melchor Téllez-Girón Pacheco y Aragón y su esposa Juana de Velasco Tovar y Guzmán:
- Juan Francisco de Pacheco Téllez-Girón y Velasco (Madrid, 8 de junio de 1649-Viena, 25 de agosto de 1718), III conde de la Puebla de Montalbán, I marqués de Menas Albas, XI señor de Galves y Jumela, señor de San Martín, familiar del Santo Oficio de la inquisición de Toledo, tesorero perpetuo de las reales casas de moneda de Madrid, gentilhombre de cámara del rey Carlos II, gobernador de Galicia (1682-1685), virrey de Sicilia (1687-1696), embajador en Roma y del Consejo de Estado y plenipotenciario de Felipe V, capitán de la compañía española de los guardias de corps, presidente de OO.MM, el Supremo Consejo de Indias, caballero del Santo Espíritu.[17][18]

Casó el 16 de julio de 1677, en Madrid, con Isabel María de Sandoval y Girón (1653-1711), IV duquesa de Uceda, IV marquesa de Belmonte. Le sucedió su hijo:
- Manuel Gaspar Alonso Pacheco Téllez-Girón y Sandoval (Madrid, 11 de abril de 1676-1732), IV conde de la Puebla de Montalbán, V duque de Uceda, V marqués de Belmonte, comendador mayor en la Orden de Alcántara.[17]

Casó con su prima carnal Josefa Antonia María Álvarez de Toledo y Portugal, hija de Manuel Joaquín Garcí-Álvarez de Toledo y Portugal, VIII conde de Oropesa, etc., y su esposa Isabel María Téllez-Girón. Le sucedió su hijo:
- Francisco Javier Pacheco Téllez-Girón y Toledo (Madrid, 16 de febrero de 1704-2 de enero de 1750), V conde de la Puebla de Montalbán, VI duque de Uceda, VI marqués de Belmonte, XIV señor de Gálvez y Jumela, tesorero perpetuo de las reales casas de la moneda de Madrid, gentilhombre de cámara del rey con ejercicio.[17]

Casó el 17 de julio de 1727, en Madrid, con su tía María Luisa Lucía Téllez-Girón Fernández de Velasco Tovar y Guzmán, XI marquesa de Berlanga, hija del IV duque de Osuna. Le sucedió su hijo:
- Andrés Manuel López Pacheco y Téllez-Girón, Acuña y López Sandoval y Pacheco (Puebla de Montalbán, 8 de noviembre de 1728-Madrid, 10 de julio de 1789), VI conde de la Puebla de Montalbán, VII duque de Uceda, VII marqués de Belmonte, IX marqués de Frómista, VII marqués de Caracena, XII marqués de Berlanga, VIII marqués de Toral, VII conde de Pinto, señor de Gálvez y Jumela, Osma, Berzosa, Alcubilla, las Moralejas, Inés, Samuñoz etc., caballero del Toisón de Oro y de la Orden de Carlos III, gentilhombre de cámara con ejercicio de los reyes Felipe V, Fernando VI y Carlos III de España, sumiller de corps del príncipe Carlos de Borbón (futuro Carlos IV de España), tesorero perpetuo de las reales casas de la moneda de Madrid.[20]

Casó el 15 de septiembre de 1748, en Madrid, con su prima carnal María de la Portería Fernández de Velasco Tovar y Pacheco (1735-1796), VIII condesa de Peñaranda de Bracamonte, XVIII condesa de Luna, VI marquesa del Fresno. Le sucedió su hijo:
- Diego Fernández de Velasco (Madrid, 8 de noviembre de 1754-París, 11 de febrero de 1811), VII conde de la Puebla de Montalbán, VIII duque de Uceda, XIII duque de Frías, XIII duque de Escalona, X marqués de Frómista, VIII marqués de Belmonte, VIII marqués de Caracena, XIII marqués de Berlanga, IX marqués de Toral, VI marqués de Cilleruelo, XII marqués de Jarandilla, XIII marqués de Villena, XIX conde de Luna, VIII conde de Pinto, VII marqués del Fresno, X marqués de Frechilla y Villarramiel, X marqués del Villar de Grajanejos, XVII conde de Haro, XVII conde de Castilnovo, XVII conde de Alba de Liste, IX conde de Peñaranda de Bracamonte, XV conde de Fuensalida, IX conde de Colmenar de Oreja, XV conde de Oropesa, XIV conde de Alcaudete, XIV conde de Deleytosa, XII conde de Salazar de Velasco, caballero de la Orden del Toisón de Oro y de la Orden de Santiago.[22]

Casó el 17 de julio de 1780, en Madrid, con Francisca de Paula de Benavides y Fernández de Córdoba (1757-1827), hija de Antonio de Benavides y de la Cueva, II duque de Santisteban del Puerto etc. Le sucedió su hijo:
- Bernardino Fernández de Velasco Pacheco y Téllez-Girón (20 de junio de 1783-28 de mayo de 1851), VIII conde de la Puebla de Montalbán, IX duque de Uceda, XIV duque de Frías, XIV duque de Escalona, IX marqués de Belmonte, XI marqués de Frómista, IX marqués de Caracena, XIV marqués de Berlanga, X marqués de Toral, XIV marqués de Villena, XX conde de Luna, IX conde de Pinto, VIII marqués del Fresno, XIII marqués de Jarandilla, XI marqués de Frechilla y Villarramiel, XI marqués del Villar de Grajanejos, XVIII conde de Haro, XVIII conde de Castilnovo, XIII conde de Salazar de Velasco, XVIII conde de Alba de Liste, VIII conde de la Puebla de Montalbán, X conde de Peñaranda de Bracamonte, XVI conde de Fuensalida, X conde de Colmenar de Oreja, XVI conde de Oropesa, XV conde de Alcaudete, XV conde de Deleytosa, caballero del Toisón de Oro y de la Orden de Calatrava, embajador en Londres, consejero de Estado durante el trienio constitucional (1820-1823), enviado a París en 1834 como representante especial en la negociación y firma de la cuádruple alianza, presidente del gobierno (1838).[23]

Casó en primeras nupcias en 1802 con María Ana Teresa de Silva Bazán y Waldstein (m. 1805), hija de José Joaquín de Silva Bazán y Sarmiento, IX marqués de Santa Cruz, X marqués del Viso, VII y último marqués de Bayona, VI marqués de Arcicóllar, conde de Montauto, y conde de Pie de Concha. Sin descendientes de este matrimonio.
Casó en segundas nupcias con María de la Piedad Roca de Togores y Valcárcel (1787-1830), hija de Juan Nepomuceno Roca de Togores y Scorcia, I conde de Pinohermoso, XIII barón de Riudoms.
Casó en terceras nupcias (matrimonio desigual, post festam, legitimando la unión de hecho) con Ana Jaspe y Macías (m. 1863). Le sucedió su nieto:
- Francisco de Borja Téllez-Girón y Fernández de Velasco (Madrid, 10 de octubre de 1839-8 de julio de 1897), IX conde de la Puebla de Montalbán, XI duque de Uceda, XV duque de Escalona, V marqués de Villena, XIX conde de Alba de Liste, XI marqués de Belmonte, XI conde de Pinto, doctor en derecho, senador del reino por derecho propio, caballero de la Orden de Santiago, Gran Cruz de Carlos III, gentilhombre de cámara de Isabel II, Alfonso XII y de la reina regente de España.[27]

Casó el 15 de octubre de 1867, en Madrid, con Ángela María de Constantinopla Fernández de Córdoba y Pérez de Barradas. Le sucedió su hija:
- Bernardina Téllez-Girón y Fernández de Córdoba (m. 19 de febrero de 1964), X condesa de la Puebla de Montalbán, XIX duquesa de Medina de Rioseco.[28]

Casó en primeras nupcias el 18 de enero de 1906 con Luis de Eizmendi y Ulloa (m. 1913), hijo de María Luisa Ulloa y Dávila Ponce de León y Valera, I marquesa de Torremilanos, y en segundas con Manuel Rodríguez de Acuña y Dorta. Previa orden del 8 de junio de 1927 para que se expida la correspondiente carta de sucesión, le sucedió, por cesión, su hija:
- Ángeles Eizmendi Téllez Girón, XI condesa de la Puebla de Montalbán.[30]

Le sucedió, previo decreto del 13 de abril de 1951 por el cual se convalidaba la sucesión concedida por la Diputación de la Grandeza (BOE del día 27), su madre:
- Bernardina Téllez-Girón y Fernández de Córdoba, XII condesa de la Puebla de Montalbán, XIX duquesa de Medina de Rioseco.

Le sucedió, previa orden del 6 de julio de 1965 para que se expida la correspondiente carta de sucesión (BOE del día 19), su sobrina:
- Ángela María Téllez-Girón y Duque de Estrada (Pizarra, Málaga, 7 de febrero de 1925-Sevilla, 29 de mayo de 2015), XIII condesa de la Puebla de Montalbán, XIV duquesa de Uceda, XVI marquesa de Villafranca del Bierzo, XX condesa de Ureña, XII marquesa de Jabalquinto, XX condesa-XVII duquesa de Benavente, XVI duquesa de Arcos, XIX duquesa de Gandía, XVIII marquesa de Lombay, XX duquesa de Medina de Rioseco, XVI condesa de Peñaranda de Bracamonte, XIII condesa de Pinto, IX duquesa de Plasencia, XVII marquesa de Frechilla y Villarramiel, XX condesa de Oropesa, XIV marquesa de Toral, XXI condesa de Alcaudete, XVIII marquesa de Berlanga, XIII marquesa de Belmonte, XVII condesa de Salazar de Velasco, XVII marquesa de Jarandilla, XIV marquesa de Villar de Grajanejos, XV marquesa de Frómista, XIX duquesa de Escalona, XX condesa de Fuensalida, dama de la Real Maestranza de Caballería de Zaragoza y de la de Valencia, Gran Cruz de la Orden Constantiniana de San Jorge, de la Orden de Malta, de la Orden del Santo Cáliz de Valencia y de la Real Asociación de Hidalgos a Fuero de España.[33]

Casó en 1946 en primeras nupcias, en Espejo (Córdoba), con Pedro de Solís-Beaumont y Lasso de la Vega (1916-1959), caballero maestrante de Sevilla, y en segundas, en 1963, con José María de Latorre y Montalvo (1922-1991), VII marqués de Montemuzo, VIII marqués de Alcántara del Cuervo. El 15 de abril de 2016, previa orden del 17 de marzo del mismo año para que se expida la correspondiente carta de sucesión (BOE del 30 de marzo), le sucedió su hija:
- Ángela María de Solís-Beaumont y Téllez-Girón (n. Sevilla, 21 de noviembre de 1950), XIV condesa de la Puebla de Montalbán, XIII marquesa de Jabalquinto, XVII marquesa de Villafranca del Bierzo, XVII marquesa de Peñafiel, XVII duquesa de Arcos, XVIII marquesa de Jarandilla, XXIV marquesa de Lombay, XXI condesa-XVIII duquesa de Benavente, XVII condesa de Peñaranda de Bracamonte, XIV condesa de Pinto, XXI condesa de Oropesa, XXII condesa de Alcaudete, XIX marquesa de Berlanga, XVIII marquesa de Frechilla y Villarramiel, XV marquesa del Toral, dama de la Real Maestranza de Zaragoza, dama de la Asociación de Hidalgos a Fuero de España.[34]

Casó en primeras nupcias el 3 de marzo de 1973, en Puebla de Montalbán, con Álvaro María de Ulloa y Suelves, XI marqués de Castro Serna, en segundas con José Antonio Muñiz y Beltrán y en terceras con Pedro Romero de Solís.